# Vingprofil
Vingprofil är formen på en vinge, ett segel eller ett blad (på en propeller, rotor eller turbin) sett i ett tvärsnitt som ligger i strömningsriktningen kring profilen.

## Terminologi
- Skelettlinjen är den linje som ligger mitt emellan den övre och undre ytan.
- Kordalinjen är en rak linje som sammanbinder framkant och bakkant på profilen.
- Korda är längden av kordalinjen och en karaktäristisk dimension för vingprofilen.
- Maxtjockleken och läget för den samma uttrycks vanligen som en procentsats av kordan.
- För symmetriska vingprofilen sammanfaller skelettlinjen och kordalinjen.
- Aerodynamiskt centrum är den punkt i profilen för vilken momentet är oberoende av anfallsvinkeln.
- Tryckcentrum är den punkt där momentet på profilen är noll.